# Make-up-Pinsel

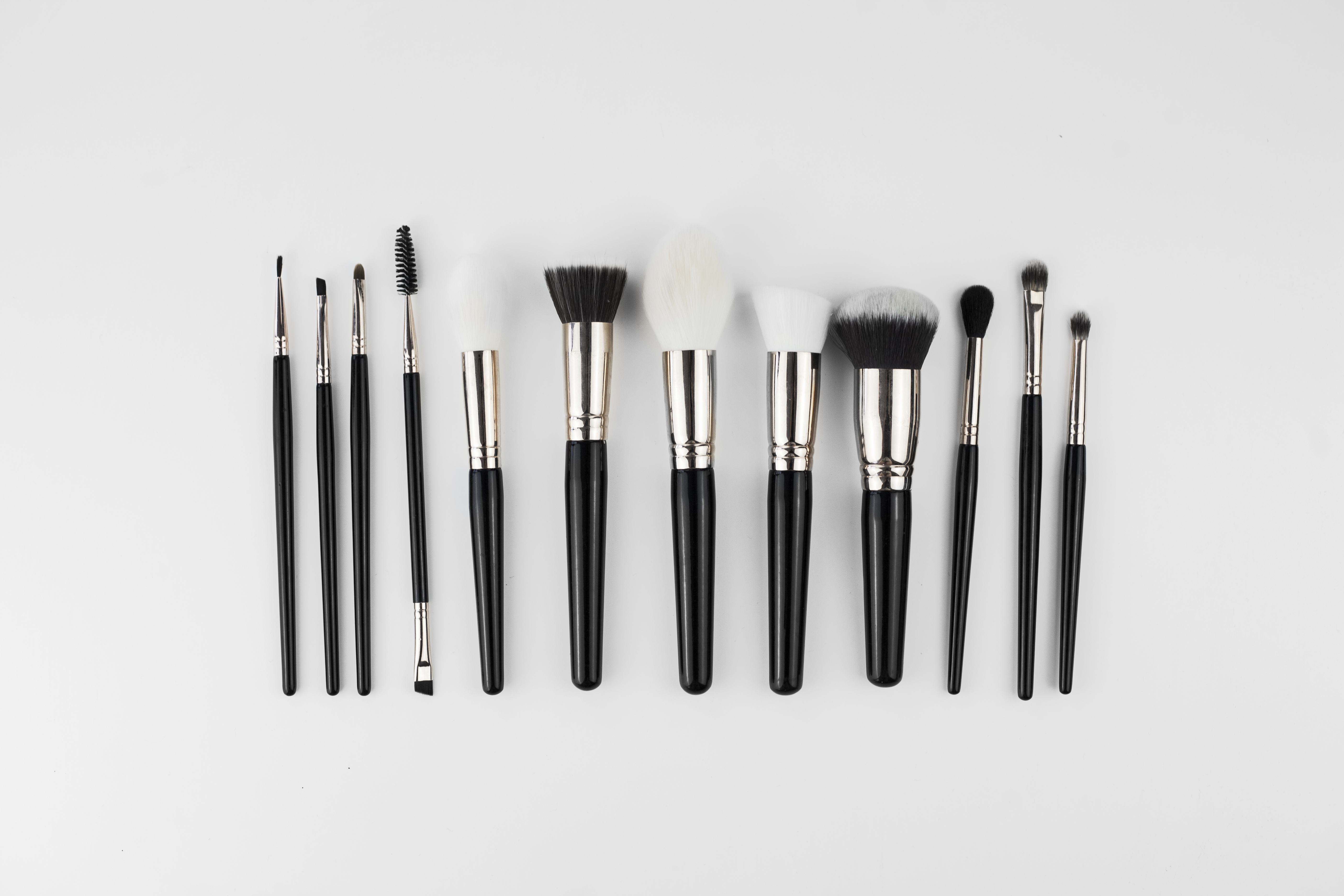
Make-up-Pinsel werden zum Auftragen von Schminke verwendet.

Ein Make-up-Pinsel ist ein Werkzeug mit Borsten, das zum Auftragen von Schminke verwendet wird. Die Borsten können aus natürlichen oder synthetischen Materialien bestehen, der Stiel meist aus Kunststoff oder Holz. Wenn Kosmetika mit dem entsprechenden Pinsel aufgetragen werden, verblenden sie sich besser auf der Haut. Make-up-Pinsel gibt es in vielen Formen und Größen. Welcher Make-up-Pinsel verwendet wird, ist abhängig von der Gesichtspartie, auf der das Make-up aufgetragen wird, dem kosmetischen Produkt und dem gewünschten Ergebnis. Beispielsweise kann die Form der Pinselspitze gemeißelt, gerade, eckig, rund, flach oder spitz zulaufend sein.

## Arten von Make-up-Pinsel (nach Anwendungsbereich)

### Gesicht

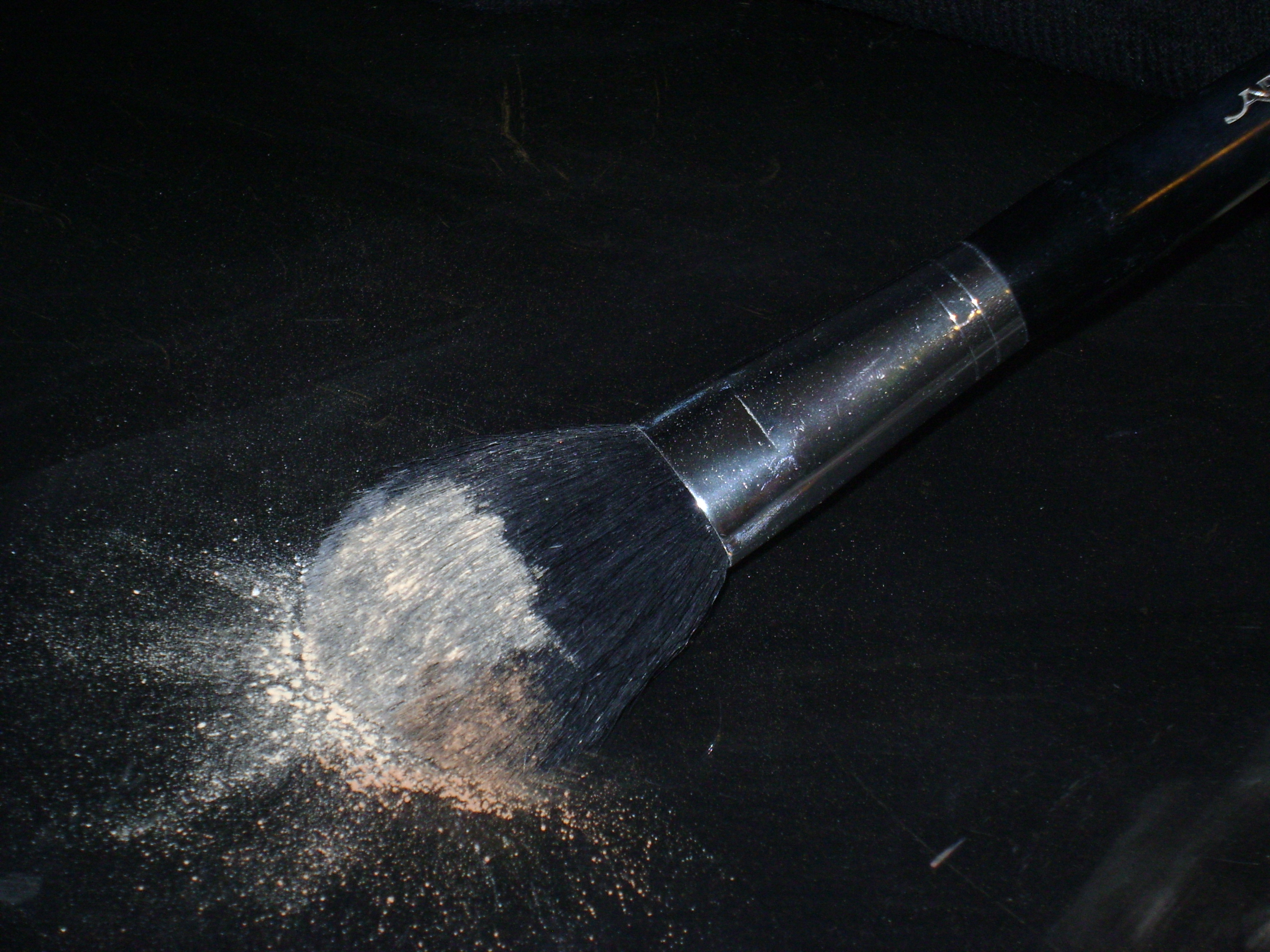
Puderpinsel sind weich, voll und rund.

- Foundation-Pinsel – lange, flache Borsten und spitz zulaufende Spitze[3][2]
- Puderpinsel – flauschige Borsten; weich, voll und rund
- Fächerpinsel – groß, aus Naturfasern und um 180 Grad abgefächert; wird verwendet, um Highlighter auf die höchsten Stellen des Gesichts aufzutragen
- Rougepinsel – feine Borsten und abgerundeter Kopf
- Bronzer-Pinsel – aus Naturborsten und mit einer flauschigen Form. Der Pinsel trägt Puderbronzer schön auf und verteilt das Produkt gleichmäßig auf der Haut. Mit diesem Pinsel kann man auch Gesichtspuder auftragen, wenn ein normaler Puderpinsel zu groß ist.
- Concealer-Pinsel – weich und flach mit spitzer Spitze und breiter Basis
- Kabuki-Pinsel – Es gibt 2 Arten: Flat Top und Angled. Beide Arten sind dicht gepackt. Der Pinsel trägt am besten flüssige Foundations auf und bietet eine vollständige Abdeckung.
- Duo-Faser-Mehrzweckbürste – flacher, runder und gefiederter Kopf
- Mineralpuderpinsel – dick und abgerundet
- Gesichtskonturbürste – schräg und abgerundet für WangenknochenBronzer-Pinsel haben eine flauschige Form.

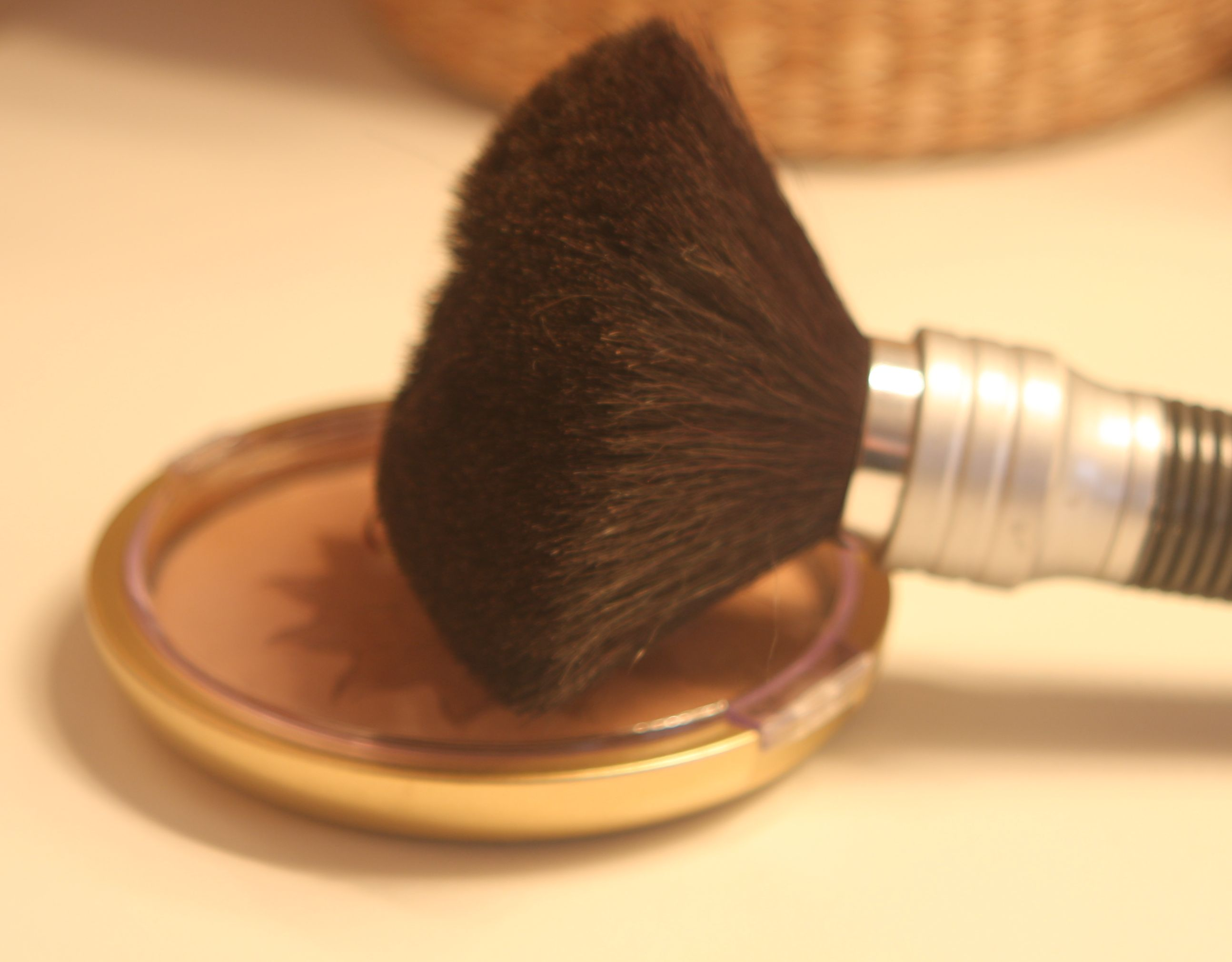
Bronzer-Pinsel haben eine flauschige Form.

- Gesichtsschwamm – unterschiedliche Form, Schwammtextur (nass oder trocken verwenden)
- Highlighter-Pinsel – aus Naturborsten und ziemlich klein. Die spitz zulaufenden, aber länglichen Borsten machen es perfekt, um Puder-Highlighter auf den höchsten Stellen des Gesichts aufzutragen. Durch die spitz zulaufenden Borsten wird es beim Auftragen gleichmäßig auf der Haut verteilt.
- Mischpinsel – aus Naturborsten mit einem flauschigen Aussehen. Dieser Pinsel wird verwendet, um alle harten Kanten für einen nahtlosen Effekt auszublenden. Wegen der Naturfasern ist der Pinsel am besten für Puderprodukte geeignet.

### Augen

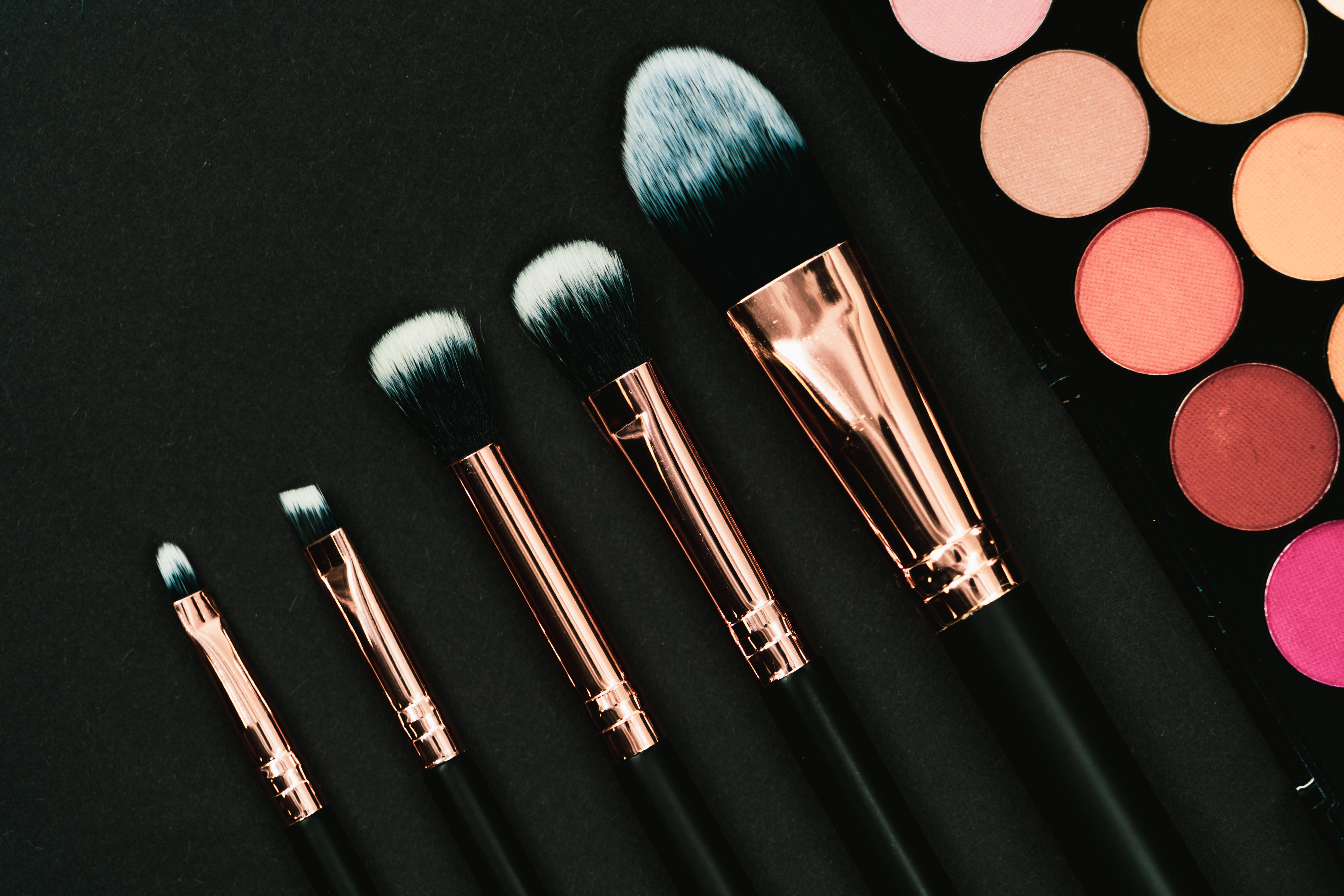
Make-up-Pinsel für Lidschatten

- Spitzer Eyelinerpinsel – Er besteht aus synthetischen Fasern und hat ein sich verjüngendes Ende mit kaum Borsten, was beim schärfsten und perfektesten geflügelten Eyeliner hilft.[4][5][2]
- Smudger-Pinsel – Dieser Pinsel besteht aus Naturborsten für ein gleichmäßiges Auftragen und wird am besten mit Puder und Cremes verwendet.
- Mascara-Stab – wird normalerweise mit der Mascara geliefert, aber es können auch Einweg-Mascara-Bürsten verwendet werden. Dieser Pinsel wird normalerweise verwendet, wenn Mascara auf mehrere verschiedene Personen aufgetragen wird.
- Augenbrauenbürste – lang, dünn mit härteren Borsten
- Wimpern- und Brauenkamm – Mit dem Brauenkamm werden die Brauenhaare an Ort und Stelle gehalten. Der Wimpernkamm hilft außerdem, Mascara zu entfernen, die sich auf den Wimpern verklumpt.
- Duo-Brauenbürste  Dies ist eine Multitasking-Bürste, da der oberen Wimpernkranz mit dem abgewinkelten Ende umrahmt wird und auch die Augenbrauen aufgefüllt werden können. Diese Bürste wird normalerweise mit synthetischen Borsten hergestellt. Es kann mit Pulvern, Flüssigkeiten und Cremes verwendet werden. Das Ende dieses Pinsels hilft beim Verblenden des Brauenprodukts, damit es so natürlich wie möglich aussieht.
- Lidschattenpinsel:
  - Flacher Shader-Augenpinsel – Dieser Pinsel kann entweder aus synthetischen oder natürlichen Fasern hergestellt werden und hat eine flache Form. Er wird verwendet, um Puder- und Creme-Lidschatten gleichmäßig auf der Lidpartie aufzutragen.
  - Abgewinkelter Shaderpinsel – Dieser Pinsel besteht aus Naturfasern und hat einen Winkel. Er wird verwendet, um dunklere Farbtöne an der äußeren Ecke für ein detaillierteres Aussehen aufzutragen.
  - Flauschiger Mischpinsel – Normalerweise werden Mischpinsel aus Naturborsten hergestellt und sehen flauschig aus. Diese Pinsel werden verwendet, um alle harten Kanten für einen nahtlosen Effekt auszublenden. Es funktioniert am besten mit Puderprodukten wegen der Naturfasern.
  - Faltenbürste – Diese Bürste kann entweder mit natürlichen oder synthetischen Borsten hergestellt werden und hat einen spitz zulaufenden Schnitt. Er ist viel kleiner als der vorherige Mischpinsel und blendet die Faltenfarbe wunderbar aus, ohne sie zu sehr zu bewegen.
  - Bleistiftpinsel – Dieser Pinsel ist eine viel kleinere Version des vorherigen Mischpinsels und wird normalerweise aus Naturfasern hergestellt. Mit dem Bleistiftpinsel können kleinere Flächen mit Farbe versehen und auch verblendet werden, ohne die Pigmente zu stark zu verteilen. Man kann auch Brauenknochen und innere Ecken-Highlights hinzufügen. Es funktioniert gut mit Puder.

### Lippen

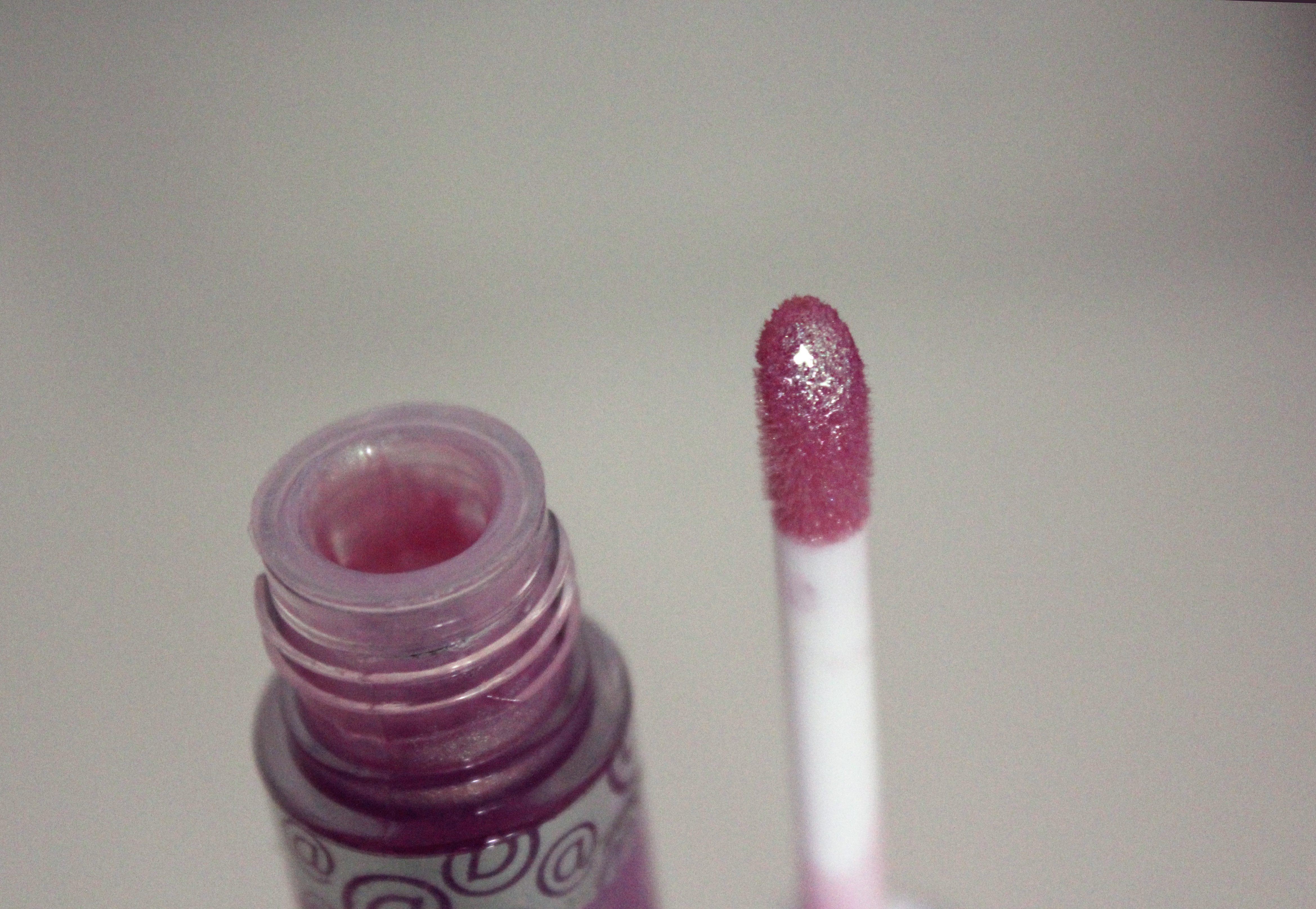
Lipgloss-Applikatoren werden zum Auftragen von Lipgloss verwendet.

- Liplinerpinsel – etwas größer als der Finelinerpinsel und wird verwendet, um eine klare Kontur auf den Lippen zu erzielen.[2]
- Lippenpinsel – dient zum Auffüllen der Lippen mit der Lippenfarbe und sorgt für einen gleichmäßigen Auftrag.
- Lipgloss-Applikator – Wird normalerweise mit dem Lipgloss geliefert und rehförmig.

## Arten von Make-up-Pinselborsten
Die Borsten eines Make-up-Pinsels können entweder synthetisch oder natürlich sein, was beim Schminken eine Rolle spielt: Je nach Art des Pinsels und seiner Borsten wird das Make-up-Produkt entweder dicht gepackt oder locker aufgetragen.

### Synthetische Borsten
Synthetische Borsten sind das am häufigsten verwendete Material für Make-up-Pinsel. Die Borsten bestehen aus Kunststoff, wie Nylon oder anderen synthetischen Fasern und können eingefärbt werden. Synthetische Borsten werden häufig bei flüssigen und cremigen Produkten verwendet, da sie dazu neigen, Produkte leichter zu verblenden und das Produkt nicht so stark aufzusaugen wie ein Naturborstenpinsel. Synthetische Pinsel sind tierversuchsfrei und halten in der Regel länger als Naturhaarborsten, da sie sich nicht zersetzen und nicht so zerbrechlich sind.

### Naturborsten
Die Naturborsten sind oft dunkel gefärbt, nicht sehr weich, scheiden sich ab, halten Pigmente besser und sind schwer zu waschen. Da die Naturborsten sehr porös sind, nehmen sie mehr Pigmente auf und verteilen sie gleichmäßig. Ein Naturborstenpinsel trägt am besten Puderprodukte auf und ist bei flüssigen oder cremigen Produkten zu vermeiden, da die Pinsel stark saugen. Obwohl Naturborsten in der Kosmetikindustrie bevorzugt werden, können die Borsten selbst allergische Reaktionen hervorrufen.
Folgende Naturborsten werden für Make-up-Pinsel verwendet:
- Zobel
- Ziege
- Dachs
- Pony
- Eichhörnchen
- Kolinsky
- Wiesel